# STOML1
STOML1 (англ. Stomatin like 1) – білок, який кодується однойменним геном, розташованим у людей на короткому плечі 15-ї хромосоми. Довжина поліпептидного ланцюга білка становить 398 амінокислот, а молекулярна маса — 42 968.
| 10         |  | 20         |  | 30         |  | 40         |  | 50         |
| ---------- |  | ---------- |  | ---------- |  | ---------- |  | ---------- |
| MLGRSGYRAL |  | PLGDFDRFQQ |  | SSFGFLGSQK |  | GCLSPERGGV |  | GTGADVPQSW |
| PSCLCHGLIS |  | FLGFLLLLVT |  | FPISGWFALK |  | IVPTYERMIV |  | FRLGRIRTPQ |
| GPGMVLLLPF |  | IDSFQRVDLR |  | TRAFNVPPCK |  | LASKDGAVLS |  | VGADVQFRIW |
| DPVLSVMTVK |  | DLNTATRMTA |  | QNAMTKALLK |  | RPLREIQMEK |  | LKISDQLLLE |
| INDVTRAWGL |  | EVDRVELAVE |  | AVLQPPQDSP |  | AGPNLDSTLQ |  | QLALHFLGGS |
| MNSMAGGAPS |  | PGPADTVEMV |  | SEVEPPAPQV |  | GARSSPKQPL |  | AEGLLTALQP |
| FLSEALVSQV |  | GACYQFNVVL |  | PSGTQSAYFL |  | DLTTGRGRVG |  | HGVPDGIPDV |
| VVEMAEADLR |  | ALLCRELRPL |  | GAYMSGRLKV |  | KGDLAMAMKL |  | EAVLRALK   |

A: Аланін

C: Цистеїн

D: Аспарагінова кислота

E: Глутамінова кислота

F: Фенілаланін

G: Гліцин

H: Гістидин

I: Ізолейцин

K: Лізин

L: Лейцин

M: Метіонін

N: Аспарагін

P: Пролін

Q: Глутамін

R: Аргінін

S: Серин

T: Треонін

V: Валін

W: Триптофан

Кодований геном білок за функцією належить до фосфопротеїнів. 
Задіяний у такому біологічному процесі, як альтернативний сплайсинг. 
Локалізований у мембрані.